# 사이클 작전

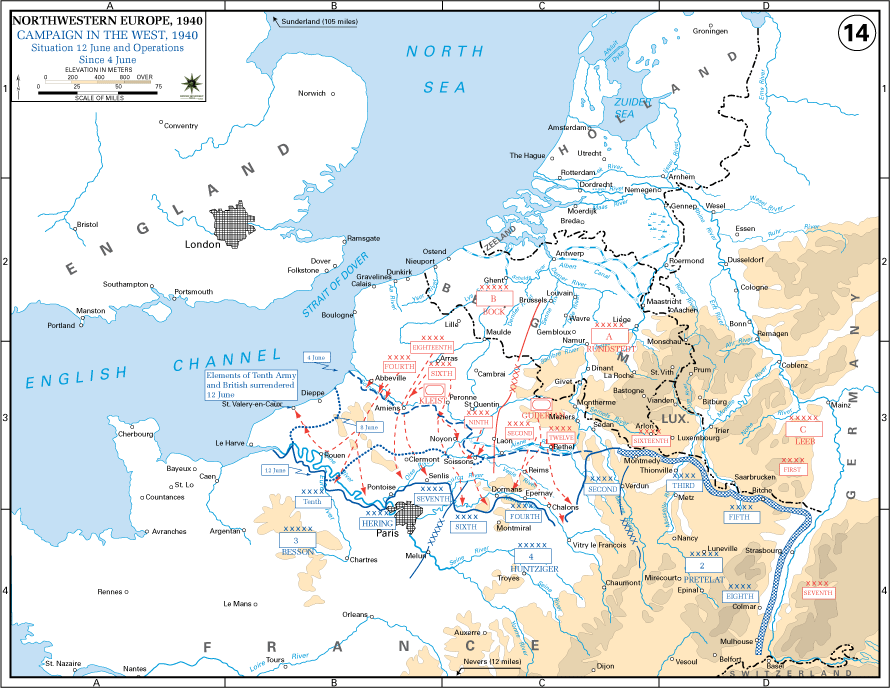
사이클 작전

제2차 세계 대전 동안 사이클 작전(영어: Operation Cycle)은 프랑스 공방전 후반 연합군의 르 아브르 탈출 작전이었다. 1940년 6월 10일부터 13일까지 진행된 이 작전으로 11,509명의 영국군이 탈출했다.
솜므 전선이 붕괴된 이후, 영국 1 기갑사단과 51 (하이랜드) 보병 사단은 프랑스군과 함께 해안으로 후퇴했다. 이 그룹 일부 인력 손실과 함선 HMS 브루게스(HMS Bruges)의 손실에도 불구하고 다른 영국 구축함의 지원으로 탈출이 가능했다.
사이클 작전의 일부로 6월 10일부터 11일까지 세인트벨레리엔룩스(St. Valery-en-Caux)의 일부 전선에 남아 있는 병력을 탈출시키고자 하는 시도가 있었다. 이 작전은 짙은 안개로 인해 일부 성공적으로 마쳤다. 총 2,137명의 영국군과 1,184명의 프랑스군이 탈출했지만 하이랜드 사단에 남아 있던 6천 명의 병사들은 포로가 되었다.
사이클 작전보다 먼저 이루어진 다이나모 작전은 5월 26일부터 6월 4일까지 됭케르크에서 프랑스군 및 영국군 338,226명을 탈출시켰고, 뒤따라 이어진 에어리얼 작전은 6월 14일부터 25일까지 셰르부르와 세인트말로(St. Malo)에서 215,000명을 탈출시켰다.